# Djérem (departament)
Departament Djérem – departament w Prowincji Adamawa w Kamerunie ze stolicą w Tibati. Na powierzchni 13 283 km² żyje około 89,4 tys. mieszkańców.